# Varivode
Varivode es una localidad de Croacia en el ejido del municipio de Kistanje, condado de Šibenik-Knin.

## Geografía
Se encuentra a una altitud de 235 m s. n. m. a 329 km de la capital nacional, Zagreb.

## Demografía
En el censo 2011 el total de población de la localidad fue de 124 habitantes.
| Gráfica de población de Varivode 1857-2011                          |
|                                                                     |
| Según los censos de población de la oficina estadística de Croacia. |